# وجهیت
وَجهیَت یا وجه‌نمایی (به انگلیسی: modality) از مفاهیم زبان‌شناسی است. وجهیت در مفهوم گسترده عبارت است از اعلام نظر گوینده در مورد وضعیت امور. وجهیت، تعهد گوینده را نسبت به میزان صحت اجزای سخن یا نوع درخواست وی برای وقوع کنش مطرح در پاره‌گفتار را بازنمایی می‌کند.
وجهیت در این تعریف، حوزه‌های نمود و زمان دستوری را نیز دربرمی‌گیرد و غالباً در فلسفه کاربرد دارد. در زبان‌شناسی این مفهوم را غالباً با اصطلاح مقولهٔ سه‌گانهٔ نمود-زمان-وجه بیان می‌کنند که در حوزهٔ معنی‌شناسی، مترادف چگونگی وضعیت امور است.
در حوزهٔ زبانشناسی موضوع وجهیت در گذشته عمدتاً در ارتباط با مقولهٔ نحوی «وجه» توسط دستورنویسان مورد بحث و تفحص قرار می‌گرفته‌است. اما امروزه بیشتر در کانون مطالعات معناشناختی قرار دارد، اما رویکرد معناشناختی صرف مسلماً نمی‌تواند ابعاد مختلف توصیفی و نظری پدیده مذکور را روشن سازد؛ ازاین‌رو اکثر مطالعات جاری موضوع وجهیت را بر اساس رویکرد میان‌حوزه‌ای بررسی می‌کنند. علی‌رغم پژوهش‌های معتنابه توصیفی و نظری در این حوزه، هنوز صاحب‌نظران به تعریفی مورد توافق از این مفهوم نرسیده‌اند و این خود دلیلی بر اهمیت و پیچیدگی این پدیده است.

## تفاوت وجهیت و وجه
تفاوت وجهیت با مقوله وجه در این است که وجهیت مقوله‌ای معنایی و وجه مقوله‌ای دستوری است.
وجه از طریق صرف فعل منعکس می‌شود. وجهیت اما، در کلام خود از عناصر وجهی‌ای که هر زبانی دسته‌ای از آن را به کار می‌گیرد، استفاده می‌کند. این عناصر طیف وسیعی از واژهٔ آزاد تا وند را دربرمی‌گیرند.

## دسته‌بندی
وجهیت را می‌توان به دو دسته درونی یا ذاتی و بیرونی یا غیرذاتی تقسیم کرد. اگر نظارت فرد بر رویدادها از نوع درونی باشد، مفهوم اجازه، اجبار یا اراده را در خود دارد و این همان وجهیت الزامی است. از سوی دیگر اگر پای نظارت درونی در میان نباشد، بحث احتمال، ضرورت و پیش‌بینی در میان است و این همان وجهیت شناختی (برداشتی) است. به بیانی دقیق‌تر، وجه درخواستی این را بیان می‌کند که گوینده در رویداد گفتار مداخله می‌کند به این صورت که اجازه می‌دهد، یا اجبار می‌کند، در حالی که در وجهیت درخواستی این مفهوم ضمنی نهفته‌است که گوینده تنها احتمال صادق بودن گزاره را در قالب قطعیت، احتمال یا امکان بیان می‌کند.